# Adriaan Mol
Adriaan Tobias Mol  (Breda, 14 maart 1984) is een Nederlands entrepreneur, internetondernemer en investeerder. Mol is bekend geworden als oprichter en topman van betaalserviceprovider Mollie, maar hij richtte ook MessageBird op. Mol investeert ook regelmatig in uiteenlopende ondernemingen.
Met een geschat vermogen van €3,5 miljard was Mol in 2021 een van de rijkste mensen in Nederland, toen Quote hem op de zesde plek van de Quote 500 plaatste. Dat is hij nog steeds, hoewel het zakenblad zijn vermogen in de jaren daarop meermaals naar beneden bijstelde. In 2023 werd zijn vermogen op €2,8 miljard geschat en in 2024 op €1,5 miljard. Brabants Dagblad schrijft die daling onder meer toe aan tegenvallende resultaten van Mollie, maar ook aan Mols overname – samen met een consortium van Nederlandse ondernemers – van it-bedrijf Centric.

## Levensloop

### Jeugd en opleiding
Mol werd geboren in Breda. Zijn ouders, Pieter Laurens Mol en Ludmila Danon-Mol, zijn beiden kunstenaar. Als jongen wilde hij uitvinder worden. Mol heeft geen vervolgopleidingen gevolgd. Hij koos ervoor zich op ondernemen te richten.
In 1999 bracht de toen 15-jarige Mol onder de titel MacSnake het spelletje Snake uit voor de Mac. Het spel was gratis te downloaden, maar toonde bij het opstarten een pop-up met het bericht "Hoi. Ik ben de maker van dit spelletje en ik ben vĳftien jaar. Misschien kun je een gulden doneren, dan kan ik een pizza kopen." Dit resulteerde in donaties die binnenstroomden van over de hele wereld. Naar eigen zeggen gaf deze ervaring Mol het inzicht dat hij vanuit zijn slaapkamer dingen kon bouwen die door mensen over de hele wereld gebruikt konden worden.
Enkele jaren later begon de toen 17-jarige Mol samen met entrepreneur en The Next Web-oprichter Boris Veldhuijzen Van Zanten een hostingbedrijf genaamd NovaHost. Al een jaar later werd het bedrijf van de hand gedaan voor een onbekend bedrag.

### Mollie
In 2004 richtte Mol Mollie op. Mollie verkocht initieel als groothandel sms-jes aan zakelijke klanten en faciliteerde microbetalingen die veel gebruikt werden voor online gaming en ringtones. Toen al was automatisering een belangrijk onderdeel van de bedrijfsvoering waardoor Mollie de kosten laag kon houden.
Toen in 2005 in Nederland iDEAL, een universeel geaccepteerde betaalmethode met lage transactiekosten werd gelanceerd, waren Mol en Mollie er snel bij. In 2006 vulde Mollie haar aanbod aan met een iDEAL-functionaliteit. Mol zei dat zijn doel was om de betaalmethode op een moderne manier, technisch simpeler en transparanter geprijsd, aan te bieden. Mollie werkte toen samen met ABN AMRO aan een software-implementatie voor iDEAL en verkocht deze door aan haar klanten.
Vanaf 2007 begon Mollie zich meer te richten op het betaalverkeer en de sms- en telecomdiensten. Mollie begon ook creditcardbetalingen te verwerken en Mol richtte in 2007 Zaypay op dat het faciliteren van microbetalingen via sms en 0900-nummers volledig voor haar rekening zou nemen. In 2011 werden ook de sms- en telecomdiensten officieel afgesplitst in MessageBird, en ging Mollie zich volledig richten op de betaalactiviteiten. Deze hernieuwde focus resulteerde ook in groeiende resultaten. Mol trad meer naar de achtergrond en stelde in 2012 een raad van bestuur aan voor Mollie. Hij bleef wel actief binnen het bedrijf, maar zelf begon hij zich in die tijd te richten op strategie, ontwikkeling en vernieuwing. Sindsdien is Mollie uitgegroeid uit tot een van Europa's grootste payment service providers en levert naast iDEAL en creditcard een uitgebreid aanbod aan gelokaliseerde betaalmethodes voor de Europese en wereldwijde markt.
In 2019 haalde Mol een eerste externe investeringsronde op voor Mollie. Een bedrag van 25 miljoen euro werd geïnvesteerd door een groep individuen bekend uit de technologie- en betalingswerelden, waaronder Airbnb CFO Laurence Tosi.
In een interview liet Mol weten dat Mollie in het bezit is van vergunning voor een betaalinstelling en in de toekomst wil gaan concurreren met reguliere banken.

### Zaypay
Mol richtte in 2008 samen met Bastiaan Peters Zaypay op. Dit bedrijf borduurde voort op de betaalfunctionaliteit die Mollie ook al deels aanbood, maar ging ook de grens over. Zaypay faciliteerde microtransacties via sms of 0900-nummer in meer dan twintig landen. Drie jaar later verkocht Mol Zaypay aan Mobile Interactive Group voor een onbekend bedrag.

### MessageBird
MessageBird, de samen met Robert Vis opgerichte afsplitsing van Mollie, nam in 2011 de sms- en telecomdiensten van Mollie over. Vis werd CEO van MessageBird terwijl Mol actief bleef bij Mollie. MessageBird groeide uit tot een wereldwijde naam op het gebied van sms, voice en chat en levert als een van de weinige communicatieplatformen directe integraties met WhatsApp, Facebook Messenger en het Chinese WeChat. Het rekent AMBER Alert, Heineken en SAP tot haar klanten.
In 2017 haalde MessageBird 60 miljoen dollar op in Series A funding.

### Spacetime
Mol richtte ook een eigen investeringsvehikel op, Spacetime, voorheen bekend als Stash. Hiermee investeerde hij onder meer in de Amsterdamse scale-up Formitable.

## Rol in fintech reguleringen
In de beginjaren van Mollie sprak Mol met leden en medewerkers van de Nederlandse overheid, De Nederlandsche Bank en de Autoriteit Financiële Markten om de opkomende fintech-markt toe te lichten. Mols vroege bijdrage aan deze gesprekken heeft geholpen de acceptatie van fintech als betrouwbare technologie in te luiden en heeft een rol gespeeld bij het vormen van toezicht en reguleringen.

## Privé
Adriaan Mol is familie van Pieter Laurens Mol, Michiel Mol en Jan Mol.

## Awards
In 2007 werd Mol door Sprout Magazine verkozen tot een van de '25 onder de 25' succesvolste jonge Nederlandse entrepreneurs.
In 2018 won Mol de LOEY Award voor 'de beste ondernemer in de Nederlandse online industrie'.